# Aichi E12A
L'Aichi E12A, indicato anche idrovolante da ricognizione sperimentale biposto 12-Shi in base alle convenzioni di designazione allora vigenti, fu un idrovolante da ricognizione a scarponi a lungo raggio sviluppato dall'azienda giapponese Aichi Tokei Denki KK nei tardi anni trenta e rimasto allo stadio di prototipo.

## Storia del progetto
Nel giugno 1937 la Marina imperiale giapponese emise una specifica, indicata come 12-Shi, per la fornitura di un nuovo velivolo atto a sostituire l'idroricognitore imbarcato Kawanishi E7K allora in servizio nella Dai-Nippon Teikoku Kaigun Kōkū Hombu, la sua componente aerea. Il nuovo modello, che doveva essere fornito in due prototipi per le prove di valutazione, tra le altre caratteristiche doveva essere in grado di essere lanciato tramite catapulta. A questa esigenza risposero la Aichi, la Kawanishi Kōkūki e la Nakajima Hikōki. Dopo qualche mese la Marina imperiale emise un'altra specifica simile alla prima, ma per un pari ruolo triposto.
La Aichi affidò lo sviluppo di un modello adatto allo scopo all'ingegnere Yoshishiro Matsuo, diventato da poco progettista capo dell'azienda, che con la collaborazione di Morishige Mori e Yasunori Ozawa disegnò un velivolo dall'impostazione, per lo standard mondiale, moderna, un monoplano con ala bassa a sbalzo di costruzione interamente metallica.
Le fasi preliminari del progetto si svolsero dal settembre 1937 al febbraio 1938, con i due prototipi completati prima del termine dell'anno.
Alla valutazione finale parteciparono con i propri prototipi solo la Aichi e la Nakajima, dato che nel frattempo la Kawanishi decise di abbandonare il concorso per dedicarsi unicamente allo sviluppo del triposto. Valutato dal personale della marina con il concorrente Nakajima E12N, benché le prove avessero rivelato buone prestazioni generali all'E12A, la marina gli preferì la proposta della Nakajima.

## Utilizzatori
Giappone
- Dai-Nippon Teikoku Kaigun Kōkū Hombu